# Kuala Penyu
Kuala Penyu ist eine Kleinstadt im malaysischen Bundesstaat Sabah. Sie gehört zum gleichnamigen Verwaltungsbezirk (Distrikt Kuala Penyu) und liegt 100 Kilometer südlich der Hauptstadt Kota Kinabalu. Die Stadt ist Teil des Gebietes Interior Division, das die Distrikte Beaufort, Keningau, Kuala Penyu, Nabawan, Sipitang, Tambunan und Tenom umfasst.

## Geographie
Kuala Penyu liegt im Nordwesten der Insel Borneo auf der Halbinsel Klias (Klias Peninsula) an der südwestlichen Seite der Kimanis Bay. Die Region war ursprünglich vollständig mit Mangrovensümpfen bedeckt.

## Etymologie

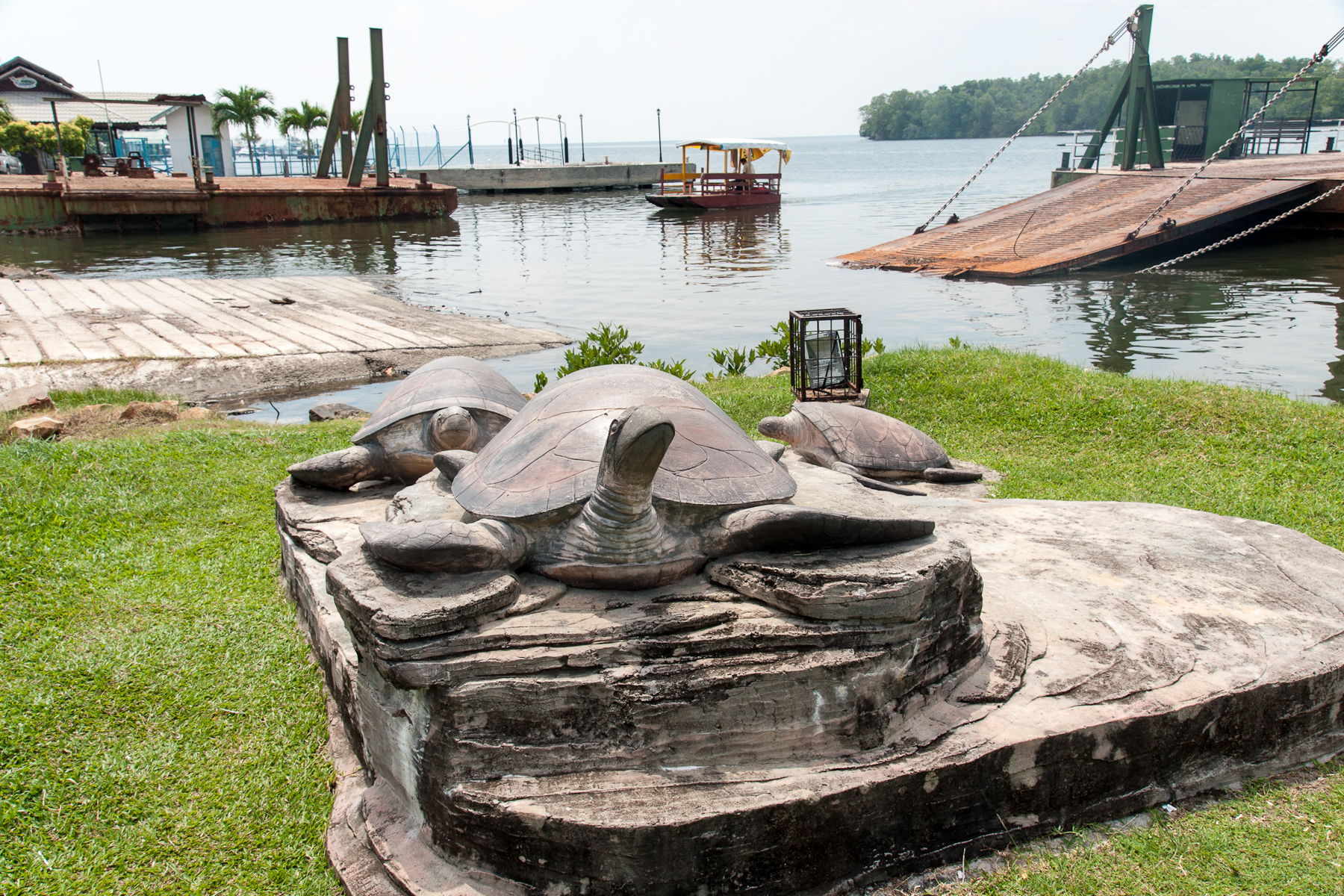
Die Schildkröten, Wahrzeichen von Kuala Penyu. Im Hintergrund die alte Flussfähre

Der Name Kuala Penyu entstammt dabei einer Steinformation am Flussufer (malaiisch kuala), die an das Aussehen von Schildkröten (malaiisch penyu) erinnern. In den frühen 1960er Jahren war das Gebiet unter dem Namen sitompok bekannt, was sich wiederum auf eine Gruppe von Steinen bezieht.

## Demographie
Die Bevölkerung von Kuala Penyus beträgt laut der letzten Zählung im Jahr 2010 659 Einwohner und besteht mehrheitlich aus Malaien und Kadazan bzw. Dusun Tatana, die die größte ethnische Gruppe stellen.

## Infrastruktur
Bis zum 26. Februar 2012 war Kampung Binsulok von Kuala Penyu aus nur durch eine Fähre zu erreichen. Eine neue Brücke über den Sungai Sitompok bindet die Stadt nun auch direkt an die Küstenstrasse nach Norden an. Die Fahrstrecke von Kota Kinabalu nach Kuala Penyu verkürzt sich dadurch um etwa 25 Kilometer.

## Sehenswürdigkeiten

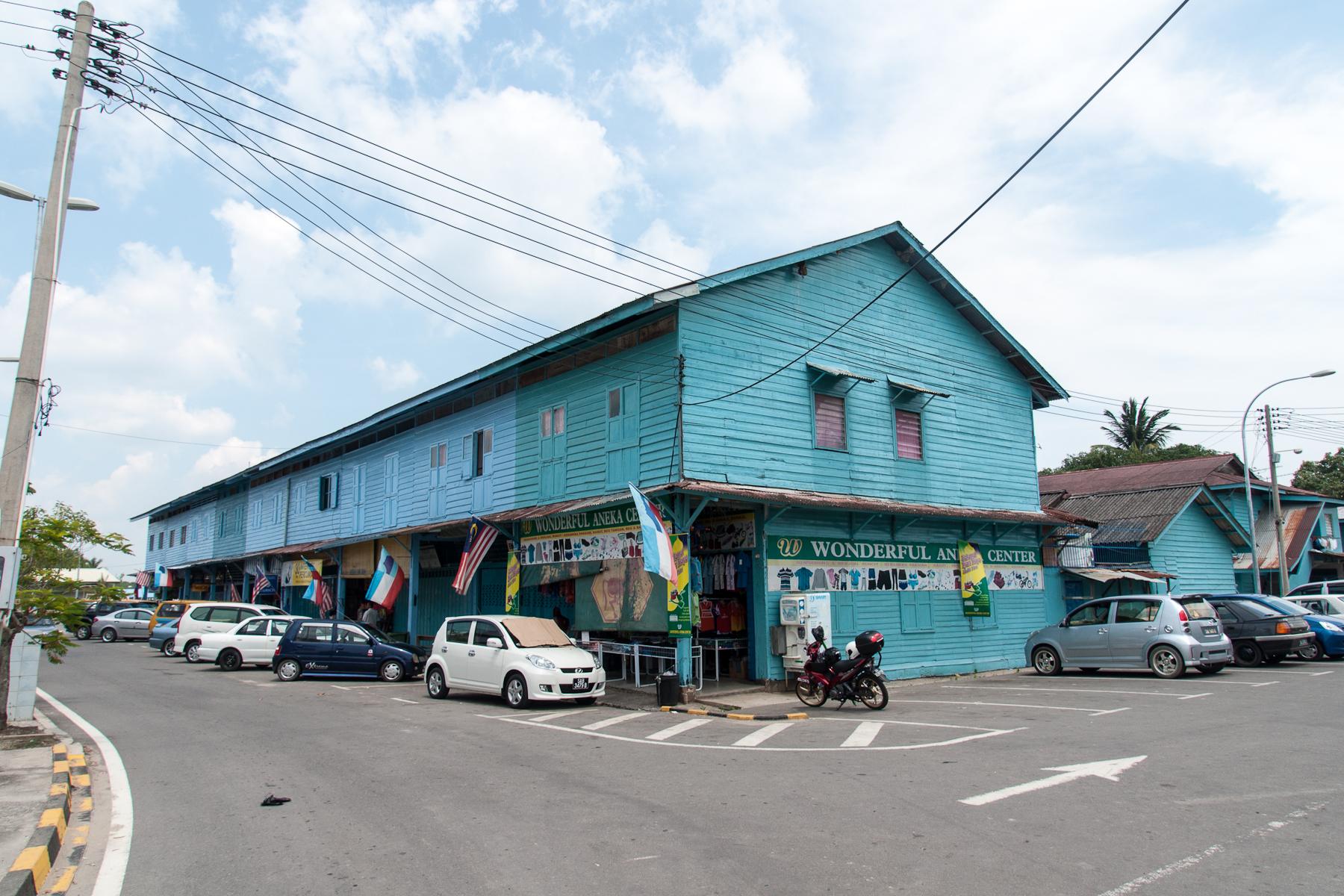
Alte Ladenhäuser in Kuala Penyu

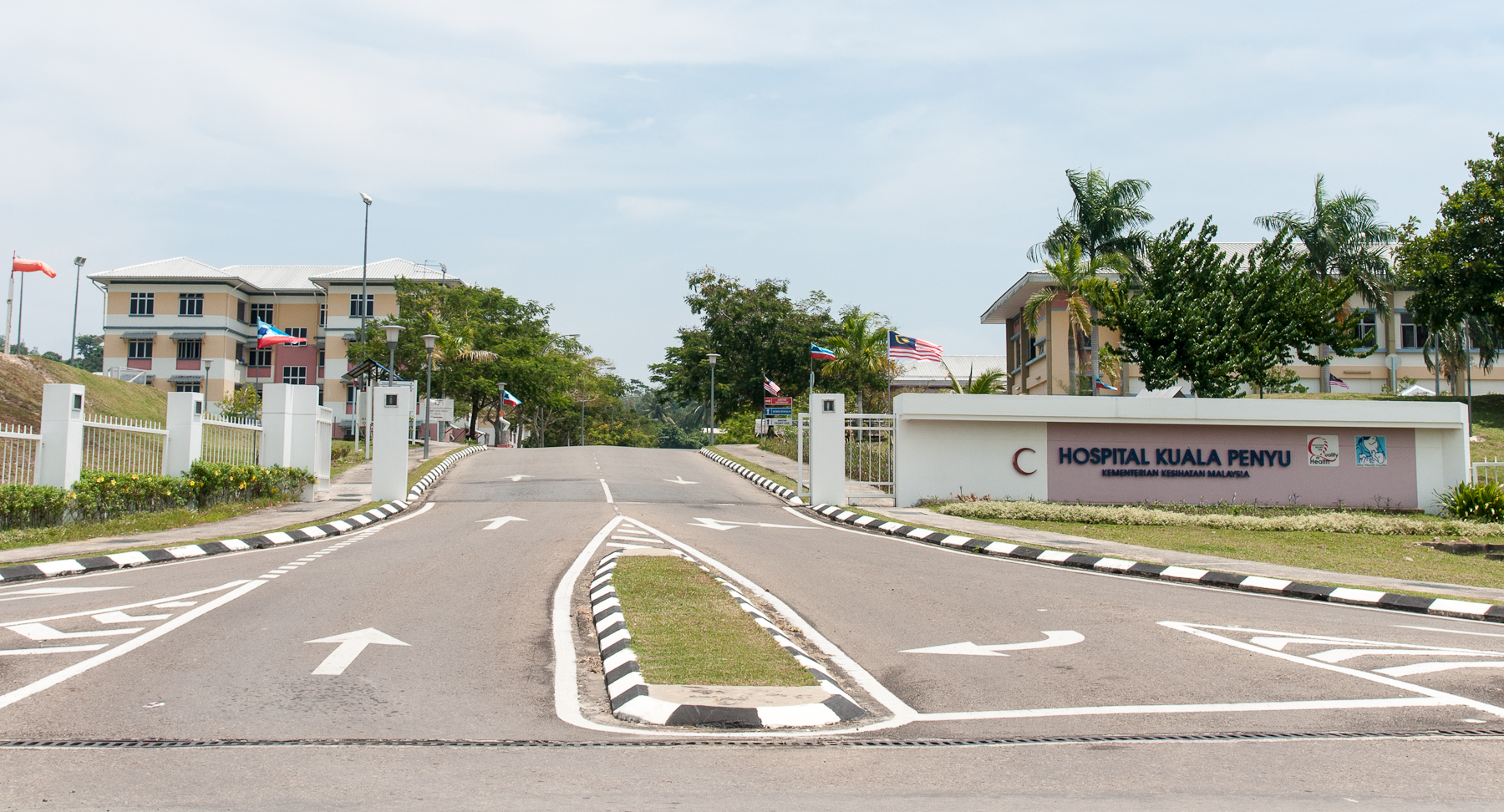
Krankenhaus

Kuala Penyu ist das Tor zum Pulau Tiga National Park. Zum 158 Quadratkilometer großen Meerespark gehören auch die drei Inseln Pulau Tiga, Pulau Kalampunian Besar und Pulau Kalampunian Damit. Die Inseln entstanden 1897 beim Ausbruch eines Schlammvulkans. Pulau Kalampunian Besar und Pulau Tiga waren Drehorte und Schauplatz der US- und UK-Version von Survivor: Borneo, einer Reality-Show.
Kuala Penyu ist bekannt für seine Strände Tempurung Beach, Sawangan Beach und Sungai Labuan Waterfront.
„Pesta Rumbia“ ist ein Festival zu Ehren der zahllosen Sagopalmen, die das Gebiet bedecken.